# Puddingform

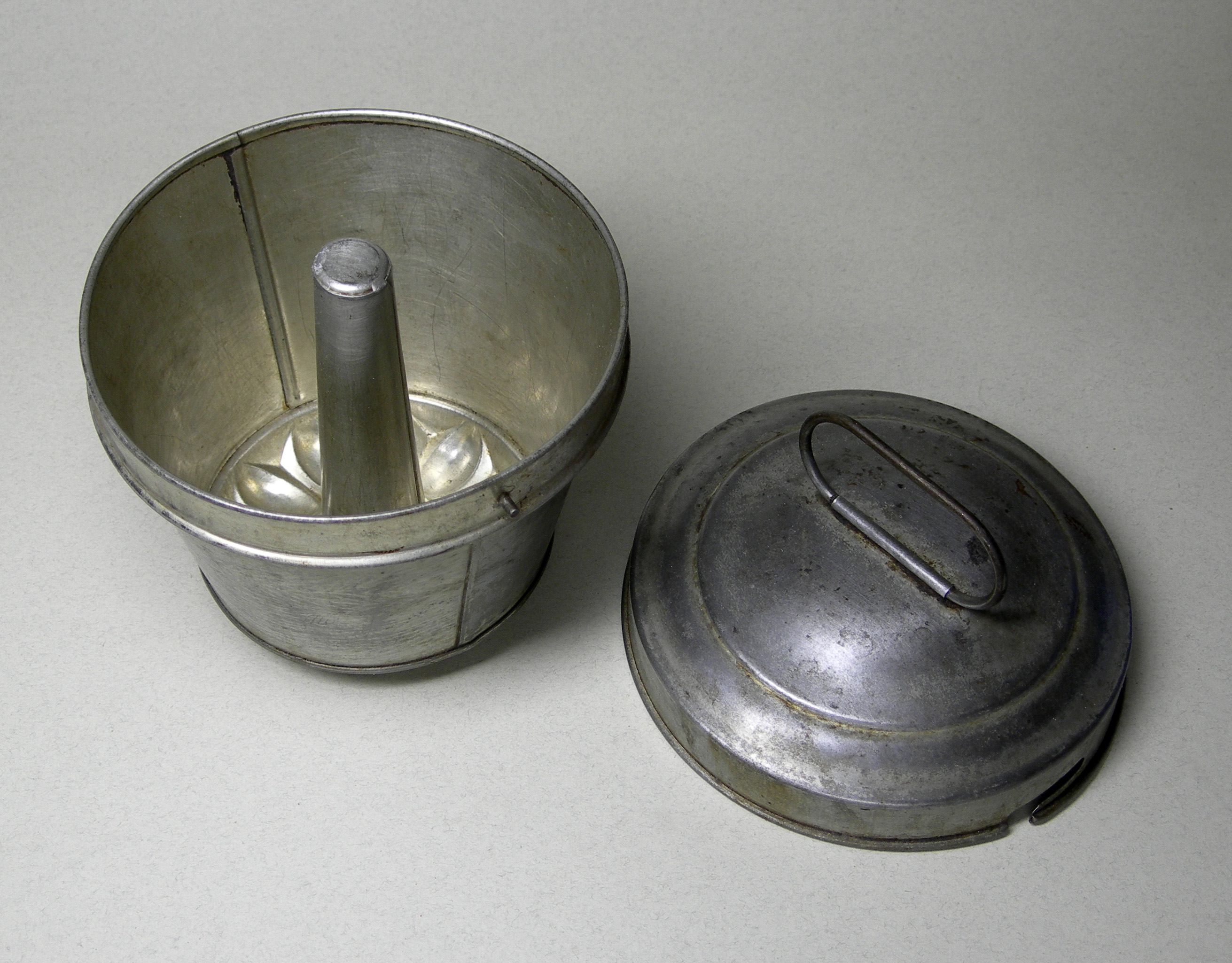
Puddingform mit Bajonettverschluss des Deckels

Eine klassische Puddingform für warm gegarte oder gebackene Puddinge ist ein konisch nach unten zulaufender Topf aus Blech. Meist hat die Form ein Volumen von etwa 1½ bis 2 Litern und einen fest schließenden Deckel.
Topf und Deckel sind meist aus Feinblech geprägt, wobei die einzelnen Teile (Wand und Boden etc.) durch Bördeln fest und dicht miteinander verbunden sind. Der Deckel hat eine Arretiervorrichtung in Form von Federklammern oder Drehrasten.
Oft hat der Topf einen mittigen Kegelzapfen bis in Höhe des oberen Randes. Durch diesen nach außen und unten offenen Kegel kann die Hitze des umgebenden Kochwassers auch in den mittleren Bereich des Puddings gelangen und ihn durchgehender garen.

## Nachweise
- Beispiel für eine Anwendung einer Puddingform
- Beispiel für die Vielfalt von Angeboten zu „Puddingform“